# Joey Woody
Pour les articles homonymes, voir Joey et Woody.
Joey Woody, né le 22 mai 1973 à Iowa City est un ancien athlète américain spécialiste du 400 mètres haies, vice-champion du monde d'athlétisme en 2003.

## Carrière sportive
Étudiant à l'Université de Northern Iowa, Joey Woody devient champion NCAA 1997 du 400 mètres haies. Il obtient ensuite sa qualification pour les Championnats du monde d'athlétisme 1997 en prenant la troisième place des Championnats des États-Unis d'athlétisme. Il ne parvient néanmoins pas à se hisser en finale. Deux ans plus tard, il termine à la sixième place des mondiaux de Séville. En 2000, Woody ne termine que quatrième des qualifications olympiques américaines, et ne fait pas le voyage pour les Jeux de Sydney. Lors des Championnats du monde d'athlétisme 2003 de Paris, il obtient sa seule médaille lors d'un grand championnat en terminant deuxième de la finale du 400 mètres haies, derrière le dominicain Felix Sánchez.
Joe Woody est actuellement entraineur d'athlétisme à l'Université d'Iowa.

## Palmarès

### Championnats du monde
- Championnats du monde d'athlétisme 2003 à Paris : 
  -  Médaille d'argent du 400 mètres haies.